# Élections législatives cap-verdiennes de 2001
Des élections législatives se sont tenues au Cap-Vert le 14 janvier 2001. Le Parti africain pour l'indépendance du Cap-Vert remporte les élections avec 49,5 % des voix ; la participation électorale s'élève à 54,5 % de la population.

## Résultat
| Parti                                          | Votes   | %     | Sièges |
| ---------------------------------------------- | ------- | ----- | ------ |
| Parti africain pour l'indépendance du Cap-Vert | 67 860  | 49,5  | 40     |
| Mouvement pour la démocratie                   | 55 586  | 40,55 | 30     |
| Alliance démocratique pour le changement       | 8 389   | 6,12  | 2      |
| Parti du renouveau démocratique                | 4 630   | 3,38  | 0      |
| Parti social-démocrate                         | 620     | 0,45  | 0      |
| Total                                          | 137 085 | 100   | 72     |

Alternance. Le Parti africain pour l'indépendance (gauche) remporte une majorité absolue des sièges. José Maria Neves est nommé premier ministre. Une élection présidentielle a lieu en février.

### Source
- (en) Cet article est partiellement ou en totalité issu de l’article de Wikipédia en anglais intitulé « Cape Verdean parliamentary election, 2001 » (voir la liste des auteurs).